# Jakob Mädl
Jakob Mädl (* 13. April 1896 in Mönchhof; † 2. Dezember 1978 in Neusiedl am See) war ein österreichischer Hauptschuldirektor und Politiker (ÖVP). Er war Abgeordneter zum Burgenländischen Landtag, Nationalrat und Mitglied des Bundesrates.

## Leben
Mädl wurde als Sohn des Landwirts Theodor Mädl aus Mönchhof geboren und besuchte die Volksschule in Mönchhof. Nach der Bürgerschule in Kapuva wechselte Mädl an die Lehrerbildungsanstalt in Modern bei Bratislava. Er besuchte zudem die Hochschule für Heranbildung von Staatsbürgerschulprofessoren in Budapest und war ab 1920 als Bürgerschulprofessor tätig. 1925 wechselte er nach Rust, wo er das Amt des Hauptschuldirektors übernahm. Ab 1928 war Mädl Hauptschuldirektor der Hauptschule Neusiedl am See. Nach einer mehrwöchigen politischen Inhaftierung wurde Mädl 1938 zwangsweise in den Ruhestand versetzt. Er war zwischen 1942 und 1944 wieder im Schuldienst und wurde von 1944 bis 1945 in die Wehrmacht eingezogen. Nach dem Zweiten Weltkrieg arbeitete Mädl erneut als Hauptschuldirektor in Neusiedl und war Bezirksschulinspektor für den Bezirk Neusiedl. Mädl wurde 1947 zum Schulrat und 1961 zum Regierungsrat ernannt.
Mädl war verheiratet.

## Politik
Mädl war von 1927 bis 1928 Vizebürgermeister von Rust und ab 1932 Bezirksparteiobmann der Christlichsozialen Partei sowie ab 1934 Bezirksführer der Landschützen von Neusiedl am See. Mädl gehörte zwischen dem 11. November 1934 und dem 12. März 1938 dem Ständischen Landtag an und wurde 1938 verhaftet. Nach dem Zweiten Weltkrieg übernahm Mädl zwischen 1951 und 1962 das Amt des Bürgermeisters von Neusiedl und war zwischen dem 6. Dezember 1949 und dem 22. Februar 1953 Mitglied des Bundesrates sowie vom 1. Jänner 1951 bis zum 30. Juni 1951 Vorsitzender des Bundesrates. Danach war Mädl zwischen dem 18. März 1953 und dem 9. Juni 1959 Abgeordneter zum Nationalrat.

## Auszeichnungen
1967 erhielt er den Ehrenring der Stadt Neusiedl am See.